# 關門穴
關門穴是属于足陽明胃經的腧穴。

## 定位
臍中直上3寸（建里穴），旁開2寸。或天樞穴直上3寸。

## 主治
腹痛、腹脹、泄瀉等。

## 操作
直刺0.5～0.8寸；可灸。